# Kalvfestivalen
Kalvfestivalen är sedan 2004 en årligt återkommande festival för nutida konstmusik som är belägen i Kalv, Svenljunga kommun. Festivalen startade genom ett initiativ från Bob Kelly och Levande Musik. De fyra första åren var Levande Musik huvudman för festivalen. Numera arrangeras den dock av Föreningen Kalvfestivalen. Konstnärlig ledare är tonsättaren Max Käck.
Bland de musiker och grupper som spelat på Kalvfestivalen finns Evan Parker, Stockholms Saxofonkvartett, Gageego! och Rhythm Art Duo.

## Uruppföranden under Kalvfestivalen
- O alltings blommande stunder – Mikael Forsman
- Function and structure – Gustav Alexandrie
- Fjättrad förvåning – Filip Melo
- Kalvdans – Tuomo Haapala
- Noden – Rolf Enström
- Vad man måste : kortopera i Eb-dur – Paula af Malmborg Ward[4]